# 渋谷城太郎
渋谷 城太郎（しぶや じょうたろう、1965年 - ）は、日本のクリエイティブディレクター、ミュージアムデザイナー。
株式会社ミュゼグラム代表取締役、京都造形芸術大学助教授。

## 略歴
1965年、横浜市生まれ。東京造形大学デザイン学科にて、大橋輝朗にデザインを学ぶ。1988年に卒業後、株式会社乃村工藝社入社。ミュージアム環境における、インテリア・アートクラフト・グラフィック・データベース・サウンドスケープ等、総合的なメディア表現を駆使した情報空間の企画設計を手がける。1995年以降、環境省による全国一連のワイルドライフセンター、ビジターセンターの展示デザイン・ディレクターを務める。1996年より東京クリエイティブ・マインドデザイン研究部会にて、伊藤俊治に師事、「電子情報化社会における人間の精神と感覚の変容に関する研究」にたずさわる。1997年「感覚の博物館～地域情報ミュージアムに関する研究」で日本ディスプレイデザイン研究賞受賞。
2000年、株式会社ミュゼグラムを設立。
情報環境と施設空間の融合をテーマに、国内外プロジェクトのデザイン・ディレクションを行うほか、ブランディングや戦略的デザイン・コンサルティングなど幅広い分野で活動。2005年、京都造形芸術大学空間デザイン学科助教授に就任。人間の知覚・感情と空間の関わりを探求する関係主義空間論を提唱。
2006年、多様な専門知識を結集・融合させ権利者の側に立つ都市再開発会社（タウンマネジメント・エージェンシー）株式会社タウンコム設立。
主な論文に「オープンソースによる自律的な地域博物館の創出プロセスの提案」日本計画行政学会（慶應義塾大学）。
日本ディスプレイデザイン協会、日本観光研究学会会員。

## 主な活動
- 白神山地（世界遺産）ビジターセンター
- 美郷ほたる館
- 奄美野生生物保護センター
- 阿寒湖畔エコミュージアムセンター
- 大地の塔（EXPO2006 愛地球博 名古屋市パビリオン）
- BIT GENERATION展（水戸芸術館）
- テレビゲーム展（せんだいメディアテーク）
- 時間旅行展（日本科学未来館）
- YOnoBI プロジェクト
- カフカ-スタイリングラウンジ（青山）
- カビラガーデン（石垣島）